# Llano de Zaragoza
Llano de Zaragoza är en ort i Mexiko.   Den ligger i kommunen Putla Villa de Guerrero och delstaten Oaxaca, i den sydöstra delen av landet, 290 km sydost om huvudstaden Mexico City. Llano de Zaragoza ligger 2 490 meter över havet och antalet invånare är 147.
Terrängen runt Llano de Zaragoza är kuperad åt nordost, men åt sydväst är den bergig. Runt Llano de Zaragoza är det ganska tätbefolkat, med 75 invånare per kvadratkilometer. Närmaste större samhälle är Putla Villa de Guerrero, 17,2 km sydväst om Llano de Zaragoza. I omgivningarna runt Llano de Zaragoza växer i huvudsak blandskog.